# Mason County (Illinois)
Das Mason County ist ein County im US-amerikanischen Bundesstaat Illinois. Im Jahr 2010 hatte das County 14.666 Einwohner und eine Bevölkerungsdichte von 10,5 Einwohnern pro Quadratkilometer. Der Verwaltungssitz (County Seat) ist Havana.

## Geografie
Das County liegt im mittleren Nordwesten von Illinois am linken Ufer des Illinois River. Nach Süden wird das County durch den Sangamon River begrenzt, dessen Mündung in den Illinois River sich im äußersten Südwesten befindet.
Es hat eine Fläche von 1459 Quadratkilometern, wovon 63 Quadratkilometer Wasserfläche sind.
An das Mason County grenzen folgende Nachbarcountys:
|                 | Fulton County | Tazewell County |
| Schuyler County |               |                 |
| Cass County     | Menard County | Logan County    |

### Schutzgebiete
Entlang des Illinois River erstreckt sich das Chautauqua National Wildlife Refuge, das vom United States Fish and Wildlife Service unterhalten wird.
Im Norden des Countys liegt der vom Illinois Department of National Resources unterhaltene Sand Ridge State Forest.

## Geschichte
Das Mason County wurde am 20. Januar 1841 aus Teilen des Tazewell County gebildet. Benannt wurde es von den neuen Siedlern nach ihrem ehemaligen Mason County in Kentucky.

## Demografische Daten
Nach der Volkszählung im Jahr 2010 lebten im Mason County 14.666 Menschen in 6426 Haushalten. Die Bevölkerungsdichte betrug 10,5 Einwohner pro Quadratkilometer. In den 6426 Haushalten lebten statistisch je 2,27 Personen.
Ethnisch betrachtet setzte sich die Bevölkerung zusammen aus 97,8 Prozent Weißen, 0,6 Prozent Afroamerikanern, 0,3 Prozent amerikanischen Ureinwohnern, 0,3 Prozent Asiaten sowie aus anderen ethnischen Gruppen; 1,0 Prozent stammten von zwei oder mehr Ethnien ab. Unabhängig von der ethnischen Zugehörigkeit waren 1,0 Prozent der Bevölkerung spanischer oder lateinamerikanischer Abstammung.
21,8 Prozent der Bevölkerung waren unter 18 Jahre alt, 58,5 Prozent waren zwischen 18 und 64 und 19,7 Prozent waren 65 Jahre oder älter. 50,9 Prozent der Bevölkerung war weiblich.

Das jährliche Durchschnittseinkommen eines Haushalts lag bei 42.929 USD. Das Pro-Kopf-Einkommen betrug 23.992 USD. 15,5 Prozent der Einwohner lebten unterhalb der Armutsgrenze.

## Ortschaften im Mason County
Citys
- Havana
- Mason City

Villages
| - Bath - Easton - Forest City - Kilbourne | - Manito - San Jose1 - Topeka |

Census-designated place (CDP)
- Goofy Ridge

Andere Unincorporated Communities
| - Beason - Eckard - Lakewood - Luther | - Matanzas Beach - Parkland - Poplar City - Snicarte | - Talbott - Teheran |

1 – teilweise im Logan County

## Gliederung
Das Mason County ist in 13 Townships eingeteilt:
| Township              | Einwohner (2010) | FIPS     |
| --------------------- | ---------------- | -------- |
| Allens Grove Township | 586              | 17-00844 |
| Bath Township         | 866              | 17-04169 |
| Crane Creek Township  | 136              | 17-17250 |
| Forest City Township  | 522              | 17-26766 |
| Havana Township       | 4816             | 17-33526 |
| Kilbourne Township    | 504              | 17-39870 |
| Lynchburg Township    | 277              | 17-45265 |

| Township              | Einwohner (2010) | FIPS     |
| --------------------- | ---------------- | -------- |
| Manito Township       | 2466             | 17-46396 |
| Mason City Township   | 2633             | 17-47482 |
| Pennsylvania Township | 206              | 17-58629 |
| Quiver Township       | 900              | 17-62419 |
| Salt Creek Township   | 228              | 17-67353 |
| Sherman Township      | 526              | 17-69329 |
|                       |                  |          |